# Joost Boot
Joost Johannes Gerardus Boot (Haarlemmermeer, 12 december 1902 - Oudemirdum, 20 januari 2002) was een Nederlands burgemeester.

## Burgemeester
Boot was lid van de Anti-Revolutionaire Partij (ARP). Eind 1930, rond zijn 28e verjaardag, werd hij burgemeester van de gemeente Winsum en daarmee een van de jongste burgemeesters van Nederland.

### Wisch
Vervolgens was hij, voor het grootste gedeelte tijdens de Tweede Wereldoorlog, burgemeester van Wisch. Bekend is zijn boek Burgemeester in bezettingstijd, dat in 1967 verscheen gebaseerd op zijn dagboekaantekeningen uit de oorlog. Hierin beschrijft Boot uitvoerig hoe hij in Wisch als eenvoudig plattelandsburgemeester de Tweede Wereldoorlog beleefde. Hij hielp op effectieve maar voorzichtige wijze de inwoners van zijn gemeente, onder wie enkele tientallen Joden. Hij maakt in het boek duidelijk waarom hij tot september 1944 wachtte met aftreden.

### Ede
In 1946 werd Boot burgemeester van Ede. In 1923 had hij in Ede al gesolliciteerd op een functie als klerk op het gemeentesecretariaat, maar hij trok zich na een gesprek zelf terug. In Ede stond Boot voor het probleem van de woningnood na de oorlog. Er werd een groot nieuwbouwproject in Ede-West gerealiseerd. Ook stelde de gemeente onder Boots leiding o.a. De Ginkel veilig als natuurgebied en werd onder meer de Doesburgermolen als gemeentelijk monument aangekocht. Bij zijn afscheid in 1951 spoorde hij Ede aan vooruit te kijken richting het jaar 2000. Hij voorspelde een grote toekomst voor het dorp dat door ontwikkeling van techniek en snelverkeer dichter bij het westen van Nederland zou komen te liggen.

### Hilversum

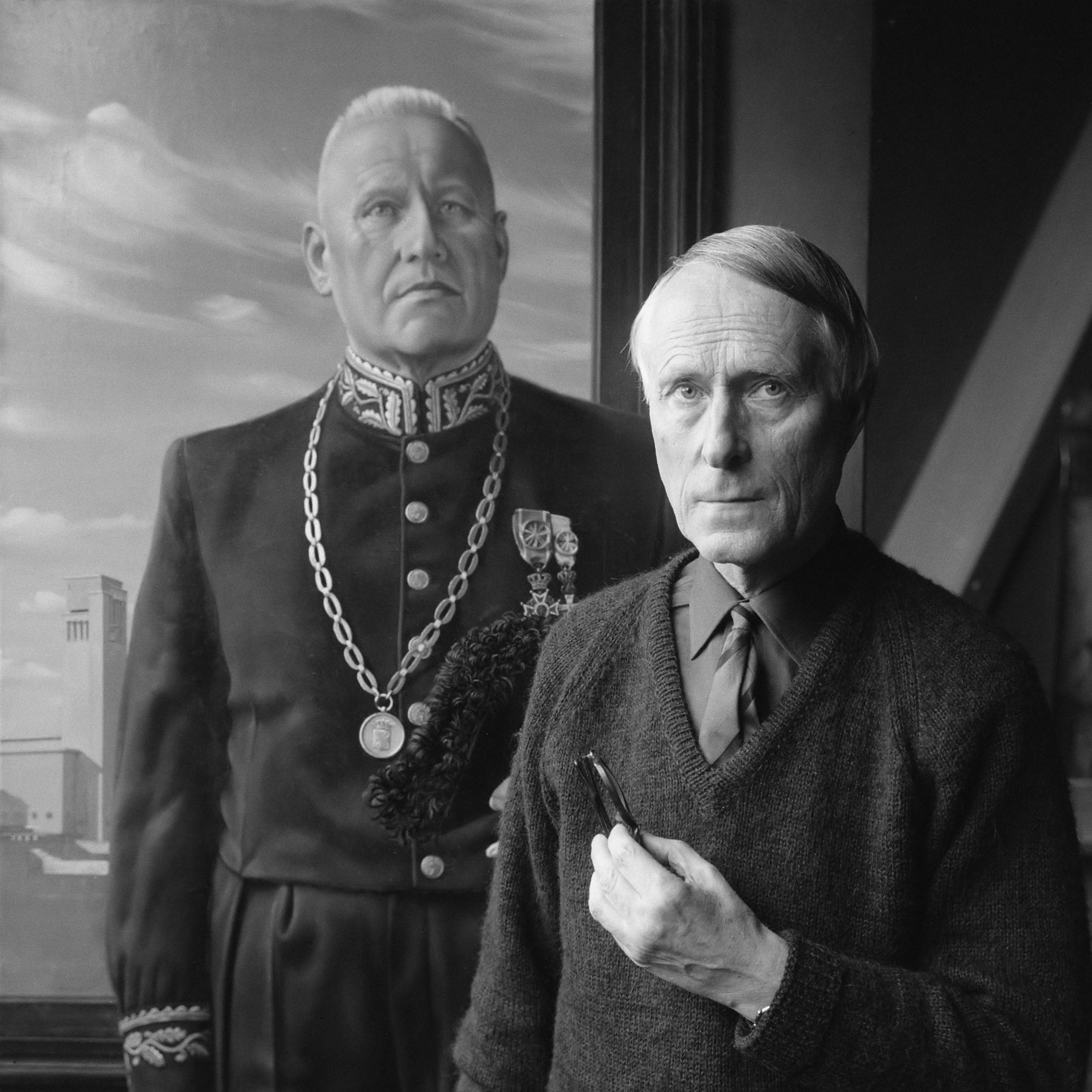
Carel Willink voor zijn portret van Boot

In 1951 trad Boot aan in Hilversum, waar hij met succes tot zijn pensioen in 1968 aanbleef. Daarmee werd hij de langstzittende burgemeester van Hilversum uit de 20ste eeuw. Onder zijn bewind groeide Hilversum fors verder, en breidde zich uit met grote woonwijken naar het oosten en noorden, veelal met Dudok-gebouwen. De gemeente had in 1940 80.000 inwoners en bereikte in 1960 de 100.000 inwoners.
Hij regelde persoonlijk de overname van het Britse paviljoen van de wereldtentoonstelling Expo 58 in Brussel, om daarmee Hilversum zijn gewenste sporthal-congreshal te bezorgen. Hij onderhield ook goede relaties met de omroepen, de grootste werkgever van Hilversum, en hij steunde de ontwikkelingen van het Omroepcentrum. Hij onderhield ook uitvoerige contacten met het veelvormige Hilversumse bedrijfsleven, waaronder Philips als grootste fabrikant, die van hem veel medewerking bij uitbreidingen kreeg. Hij stond ook positief tegenover sport en gaf vaak blijk van interesse in de verrichtingen van de zeer succesvolle zwemclub De Robben, de twee eerste-divisie voetbalclubs Hilversum en Het Gooi, de drafbaan en het internationale 't Melkhuisje-tennistoernooi. Boot werkte bij de grote stadsuitbreidingen zoals het Van Riebeeckkwartier en Hilversum-Noord nog samen met de Hilversumse gemeentearchitect Willem Dudok, voor wie hij een groot respect koesterde.
Boot had een actieve regenteske stijl, maar was geliefd onder inwoners uit vrijwel alle lagen van de Hilversumse bevolking. Hij kreeg tijdens zijn tijd in Hilversum enige nationale bekendheid door zijn tv-optredens, o.m. bij Mies Bouwman. Bij zijn afscheid kreeg hij een staatsieportret in zijn officiële burgemeestersuniform met steek, geschilderd door Carel Willink.

## Privé
Boot was (tot aan haar overlijden in 1971) getrouwd met Wilhelmina Antoinetta Colijn, een nicht van ex-premier Colijn. In 1977 hertrouwde Boot met hoogleraar Berthe Siertsema.

## Nagedachtenis
In augustus 2018 ontstond er in Hilversum onrust vanwege het voornemen van het gemeentebestuur om, naar goed gebruik, naar Boot als oud-burgemeester een straatnaam te vernoemen. De lokale Partij van de Arbeid en Socialistische Partij keerden zich hier tegen omdat Boot zich in de jaren tachtig had uitgesproken voor het apartheidsregime in Zuid-Afrika. De gemeente Hilversum gaf aan dat Boot veel voor de stad had betekend, bij het grote publiek bekend stond als een krachtig bestuurder, dus dat er geen reden was om af te zien van het voornemen. In Ede en Varsseveld was al eerder een straat naar Boot vernoemd.

## Publicaties
- J.J.G. Boot: Burgemeester in bezettingstijd. Met een voorw. van Lou de Jong. Apeldoorn, Semper Agendo, 1967. (3e druk, 1973). Geen ISBN
- J.H.F. Baars: Liber amicorum, door de diensthoofden van de Gemeente Hilversum aangeboden aan de Heer J.J.G. Boot bij zijn afscheid als burgemeester. Hilversum, 1967. Geen ISBN
- J.J.G. Boot, en B. Boot-Siertsema: Praatboek uit Zuid-Afrika: blank en niet-blank, progressieven, verkrampten en bruggenbouwers in 100 onthullende interviews. Amsterdam, Buijten & Schipperheijn, 1982. ISBN 90-606-4439-5
- Bert Evenhuis: J.J.G. Boot, bestuurder. Mijmeringen over de samenleving van toen en thans (1902-1992). Kampen, Uitgeverij Kok, 1992. ISBN 90-242-6134-1
- G.J.A. Bomans, J.J.G. Boot e.a.: Waarom ik geloof. Apeldoorn, Semper Agendo, 1968. (1e druk, 1968). Geen ISBN